# أليسار يوسف
أليسار يوسف (مواليد 7 مايو 2005)، هي رياضية سورية مثّلت سوريا في الألعاب الأولمبية الصيفية 2024 التي أقيمت في باريس.

## المسار المهني
كانت مشاركة أليسار يوسف لأول مرة في الألعاب الأولمبية في سباق 100 متر جري من خلال دعوة. احتلت المركز الخامس في سباق 100 متر حواجز والسابع في سباق 100 متر في البطولة العربية تحت 23 سنة 2024. وحصلت على الميدالية الذهبية في سباق 100 متر حواجز في بطولة غرب آسيا تحت 20 سنة 2022.
حملت أليسار العلم السوري في حفل افتتاح الألعاب الأولمبية 2024 في باريس، مع زميلها عمرو حمشو.
سجّلت أليسار أفضل أرقامها الشخصية والبالغ 12.95 ثانية في سباق 100 متر جري في 6 يوليو 2024، استاد سلطة قناة السويس في الإسماعيلية (مدينة).